# Coelioxys subelongata
Coelioxys subelongata är en biart som beskrevs av Wu 1992. Coelioxys subelongata ingår i släktet kägelbin, och familjen buksamlarbin. Inga underarter finns listade i Catalogue of Life.